# محمد المصري (لاعب كرة قدم)
محمد المصري (8 أكتوبر 1980 بالأردن - ) هو لاعب كرة قدم أردني في مركز الدفاع. شارك مع منتخب فلسطين لكرة القدم. أما مع النوادي، فقد لعب مع نادي اليرموك ونادي شباب الظاهرية.

## وصلات خارجية
- محمد المصري على موقع ناشيونال فوتبول تيمز (الإنجليزية)